# Terugtitratie
Een terugtitratie of indirecte titratie wordt gebruikt om de concentratie van een product in een oplossing te bepalen.
Eerst wordt een gemeten volume van een standaard-reagens toegevoegd. Men zorgt ervoor dat dit reagens stoichiometrisch reageert met het product met onbekende concentratie. Vervolgens wordt de overmaat van het reagens bepaald door een terugtitratie. Het is ten slotte mogelijk om de concentratie te bepalen van het product in de oplossing, omdat nu het volume van het standaard-reagens dat heeft gereageerd met het product bekend is.

## Redenen voor een terugtitratie
Deze manier van titreren wordt toegepast als:
- de te bepalen component geen scherp eindpunt geeft
- er voor de te bepalen component en de titrant geen goede eindpuntindicator beschikbaar is

### Geen scherp eindpunt
De bepaling van het carbonaatgehalte in soda of kalk kan met behulp van een zuur-base titratie. Het carbonaat-ion treedt hierbij op als base, doorgaans wordt zoutzuur gebruikt als titrant. De reactie zou aanleiding geven tot een zure eind-pH, dicht tegen de waarde van het gebruikte zoutzuur zelf. Door eerst het carbonaat te laten reageren met een bekende, te grote, hoeveelheid zoutzuur, en de overmaat vervolgens met natronloog te bepalen met fenolftaleïne als indicator, wordt een snelle en eenduidige bepaling gerealiseerd.

### Geen geschikte indicator
De bepaling van vitamine C is een voorbeeld van een redoxtitratie. Vitamine C komt vaak voor in gekleurde (fruit)mengsels. Het gehalte kan bepaald worden door de vitamine C met een teveel aan jood te laten reageren en vervolgens de overmaat met thiosulfaat en zetmeel als indicator te bepalen. Het verdwijnen van de laatste blauwe kleur van het jood-zetmeelcomplex is ook in gekleurde oplossingen doorgaans nog goed waarneembaar, in tegenstelling tot het bepalen van het eindpunt van de rechtstreekse titratie van vitamine C.